# Hypnum euchloron
Hypnum euchloron là một loài Rêu trong họ Hypnaceae. Loài này được Bruch ex Müll. Hal. mô tả khoa học đầu tiên năm 1851.